# Hans Frisak
Hans Frisak (ur. 28 marca 1773, zm. 1834), geodeta norweski.
Służył w marynarce jako  podporucznik – 1790, porucznik i następnie kapitan – 1810. Brał udział w pierwszych obserwacjach meteorologicznych Islandii.
W latach 1800–1815 uczestniczył w pracach triangulacyjnych na Islandii.

## Osiągnięcia
Hans Frisak prawdopodobnie jako pierwszy w 1813 roku, zdobył islandzki szczyt Hvannadalshnúkur, ponieważ z opisu widoku wynika, iż mógł to być szczyt Hnappur. Dzięki jego badaniom, Frideric Olsen sporządził mapę Islandii.